# Distichopora profunda
Distichopora profunda is een hydroïdpoliep uit de familie Stylasteridae. De poliep komt uit het geslacht Distichopora. Distichopora profunda werd in 1909 voor het eerst wetenschappelijk beschreven door Hickson & England. 